# Verband Deutscher Bürgervereine
Der Verband Deutscher Bürgervereine e. V. (VDB) war ein Bundesverband der deutschen Bürger- und Heimatvereine.

## Organisation
Der Verband Deutscher Bürgervereine war bis 2024 der Dachverband der Bürgervereine der Bundesrepublik Deutschland sowie gleichartiger Organisationen, die ihre gemeinsamen Belange und den Bürgervereinsgedanken unter Ausschluss jeglicher parteipolitischer und konfessioneller Tendenz auf Bundesebene vertreten wollten.
Zweck des Vereins war die Förderung der Volksbildung und der Heimatpflege sowie des bürgerschaftlichen Engagements zugunsten gemeinnütziger, mildtätiger und kirchlicher Zwecke. Der Satzungszweck wurde durch Vortragsveranstaltungen, Seminare, Veröffentlichungen und Unterstützung der Verbandsmitglieder in ihren örtlichen Belangen verwirklicht. Der Verband war parteipolitisch und konfessionell neutral. Er verfolgte ausschließlich gemeinnützige Zwecke.
Mitglieder des Verbands waren zum einen Vereinigungen oder Zusammenschlüsse von Bürger- und Heimatvereinen, zum anderen einzelne Bürger- und Heimatvereine oder andere Vereine mit ähnlichen Zielen.
Am 12. Oktober 2024 beschloss eine außerordentliche Delegiertenversammlung wegen eines dramatischen Mitgliederschwunds und fehlender Kandidaten für das Präsidium einstimmig die Auflösung des Verbands.

## Bisherige Präsidenten
Folgende Präsidenten standen dem Verband vor:
- Rolf Weise, Hamburg (1955–1965)
- Curt Paulsen, Hamburg (1965–1967)
- Jan Eilers, Sandkrug (1967–1973)
- Gerhart Baum, Wermelskirchen (1973–1977)
- Klaus Lehmann-Ehlert, Bremen (1977–1998)
- Heinz Schneckmann, Velbert (1998–2008)
- Helmut Heymann, Monheim (2008–2023)
- Rolf Peters, Duisburg (2024)